# پژگوجتسه
پژگوجتسه (به لهستانی:  Przygodzice) یک روستا در لهستان است که در گمینا پژگوجتسه واقع شده‌است. پژگوجتسه ۳٬۰۰۰ نفر جمعیت دارد.